# 中国游说团
中国游说团（英語：China Lobby）是美国政界的一个术语，指代一些倡导团体，这些团体在1930年代至1979年美国承认中华人民共和国之前，主张与中华民国建立紧密的联系。
1945年后，中国游说团常用于代指支持中华民国的组织，这些组织反对在北京的毛泽东政府，反对1972年尼克松访问中国大陆以及美国承认中华人民共和国。美籍华裔社区雖然也有支持中华民国的观点，但在1979年后对中華人民共和國的支持明显增强。

## 历史

### 冷战时期
“反对联合国接纳红色中国一百万人委员会”（后更名为：反对联合国接纳共产中国一百万人委员会），该组织由政治活动家马文·利布曼（Marvin Liebman）建立，美国国会议员周以德是该组织重要代言人。中国游说团由中国国民党通过宋子文之手建立，宋子文是当时世界顶级富豪之一，他的妹妹宋美齡是当时在台湾的中华民国领导人蒋中正的妻子。 
到1970年代为止，中国游说团一直是对中国问题的主要游说团体。1970年代，中国游说团激烈的发起运动，阻止美国承认中华人民共和国，但最终未能成功。理查德·尼克松在1972年访问中国大陆，美国在1979年承认中华人民共和国。